# Велі Лампі
Велі Лампі (фін. Veli Lampi, нар. 18 липня 1984, Сейняйокі) — фінський футболіст, захисник клубу ВПС та національної збірної Фінляндії.
Насамперед відомий виступами за клуби ГІК та «Цюрих», а також національну збірну Фінляндії.

## Клубна кар'єра
У дорослому футболі дебютував 2001 року виступами за нижчолігову команду «Сепсі-78», за яку провів 12 матчів.
Наступного року перейшов до ВПС, в якому провів два сезони, взявши участь у 47 матчах чемпіонату.
Своєю грою за команду привернув увагу представників тренерського штабу клубу ГІК, до складу якого приєднався 2004 року. Відіграв за команду з Гельсінкі наступні три сезони своєї ігрової кар'єри.
На початку 2007 року уклав контракт з клубом «Цюрих», у складі якого провів наступні три роки своєї кар'єри гравця. Більшість часу, проведеного у складі «Цюриха», був основним гравцем захисту команди. Проте в сезоні 2009/10 втратив місце основного гравця і тому другу його частину провів в оренді у «Аарау».
Після завершення оренди влітку 2010 року перейшов у «Віллем II».
До складу клубу «Арсенал» (Київ) приєднався 10 вересня 2011 року і майже відразу став основним захисником київських «канонірів». Проте 17 березня 2012 року Велі в зіткненні з Антоном Шиндером отримав серйозну травму і незабаром змушений був перенести операцію на ключиці — Лампі наклали спеціальну пластину, яку зафіксували шурупами, а також довгий час Велі лікував травму задньої поверхні стегна. В підсумку фінський легіонер пропустив більше року і з'явився на поле лише в травні, провівши до кінця сезону останні три гри чемпіонату.
В другій половині 2013 року в «Арсенала» почалися фінансові негаразди і Лампі на правах вільного агента повернувся на батьківщину, підписавши дворічний контракт з ГІКом

## Виступи за збірну
Виступав за юнацькі і молодіжні збірна Фінляндії різних вікових категорій.
21 січня 2006 року дебютував в офіційних матчах у складі національної збірної Фінляндії. Наразі провів у формі головної команди країни 31 матчі.

## Статистика

### Клубна
Станом на 1 березня 2014 року
| Сезон   | Клуб             | Ліга         | Ігор | Голів |
| ------- | ---------------- | ------------ | ---- | ----- |
| 2001    | «Сепсі-78»       | III ліга     | 12   | 3     |
| 2002    | ВПС              | Вейккаусліга | 7    | 0     |
| 2003    | ВПС              | Юккьонен     | 18   | 2     |
| 2004    | ВПС              | Юккьонен     | 22   | 4     |
| 2005    | ГІК              | Вейккаусліга | 26   | 0     |
| 2006    | ГІК              | Вейккаусліга | 23   | 0     |
| 2006/07 | «Цюрих»          | Суперліга    | 11   | 0     |
| 2007/08 | «Цюрих»          | Суперліга    | 24   | 0     |
| 2008/09 | «Цюрих»          | Суперліга    | 28   | 0     |
| 2009/10 | «Цюрих»          | Суперліга    | 12   | 0     |
| 2009/10 | «Аарау»          | Суперліга    | 16   | 0     |
| 2010/11 | «Віллем II»      | Ередивізі    | 28   | 0     |
| 2011/12 | «Арсенал» (Київ) | Прем'єр-ліга | 12   | 1     |
| 2012/13 | «Арсенал» (Київ) | Прем'єр-ліга | 3    | 0     |
| 2013/14 | «Арсенал» (Київ) | Прем'єр-ліга | 5    | 0     |
| 2014    | ГІК              | Вейккаусліга | 0    | 0     |

### Збірна
Станом на 1 лютого 2014 року
| Збірна Фінляндії | Збірна Фінляндії | Збірна Фінляндії |
| Роки             | Ігри             | Голи             |
| ---------------- | ---------------- | ---------------- |
| 2006             | 3                | 0                |
| 2007             | 1                | 0                |
| 2008             | 8                | 0                |
| 2009             | 4                | 0                |
| 2010             | 6                | 0                |
| 2011             | 4                | 0                |
| 2012             | 1                | 0                |
| 2013             | 4                | 0                |
| Всього           | 31               | 0                |

## Титули і досягнення
- Чемпіон Швейцарії (2):

«Цюрих»: 2006-07, 2008-09
- Володар Кубка Фінляндії (1):

«ГІК»: 2006